# Oligonychus waltersi
Oligonychus waltersi är en spindeldjursart som beskrevs av Meyer 1987. Oligonychus waltersi ingår i släktet Oligonychus och familjen Tetranychidae. Inga underarter finns listade i Catalogue of Life.